# La signorina Gentilin dell'omonima cartoleria
La signorina Gentilin dell'omonima cartoleria è un romanzo breve dello scrittore italiano Aldo Busi. Pubblicato nel 2002, il libro ha fruttato all'autore il premio Frignano.

## Trama
La storia, che viene raccontata in forma monologica dall'autore, ha inizio da un sogno di Busi in cui appare la recentemente defunta signorina Gentilin, cartolaia dall'aspetto dimesso, dal comportamento remissivo e introverso, mai appariscente. A partire dalla ricostruzione dell'immagine onirica, lo scrittore ripercorre la storia della Gentilin, affiancandola a paralleli racconti del periodo della sua giovinezza a Montichiari, come la storia della direttrice didattica della scuola elementare da lui frequentata, la dottoressa Domenica Casso, della segretaria Amneris di lei innamorata, e del maestro Felice Fagiolone, amante della signorina Gentilin. Con la protagonista dei suoi ricordi Busi sente una particolare affinità, esplicitata dalla frase (ricorrente nella narrazione) "Ah, signorina Gentilin, cara e sola e solitaria signorina Gentilin, la sento così simile a me...".

## Edizioni
- Aldo Busi, La signorina Gentilin dell'omonima cartoleria, Milano, Arnoldo Mondadori Editore, 2002,  p. 70, ISBN 88-04-50966-X.